# Vicente Taborda
Vicente Taborda (Gualeguay, 14 giugno 2002) è un calciatore argentino, attaccante del Platense in prestito dal Boca Juniors.

## Carriera
Taborda ha mosso i primi passi in una squadra della sua città natale, il Bancario de Gualeguay. All'età di 9 anni è stato notato dagli scout del Boca Juniors che lo hanno inserito nel settore giovanile del club.
Il 24 luglio 2021 ha debuttato in prima squadra contro il Banfield in Primera División, giocando l'intero incontro terminato 0-0.
Il 22 giugno 2022 è stato prestato al Platense fino a dicembre 2023, con gli Xeneize che hanno mantenuto l'opzione per richiamarlo con sei mesi di anticipo in caso di necessità. Ha realizzato il suo primo gol in carriera il 5 luglio, mettendo a segno il definitivo 3-1 contro l'Independiente.
Nel luglio 2023 ha fatto ritorno al Boca Juniors, che ha esercitato l'opzione a suo favore.

## Statistiche

### Presenze e reti nei club
Statistiche aggiornate al 1º giugno 2025.
| Stagione            | Squadra             | Campionato          | Campionato | Campionato | Coppe nazionali | Coppe nazionali | Coppe nazionali | Coppe continentali | Coppe continentali | Coppe continentali | Altre coppe | Altre coppe | Altre coppe | Totale | Totale |
| Stagione            | Squadra             | Comp                | Pres       | Reti       | Comp            | Pres            | Reti            | Comp               | Pres               | Reti               | Comp        | Pres        | Reti        | Pres   | Reti   |
| ------------------- | ------------------- | ------------------- | ---------- | ---------- | --------------- | --------------- | --------------- | ------------------ | ------------------ | ------------------ | ----------- | ----------- | ----------- | ------ | ------ |
| 2021                | Boca Juniors        | PD                  | 3          | 0          | CA+CdL          | -               | -               | CL                 | -                  | -                  | -           | -           | -           | 3      | 0      |
| 2022                | Boca Juniors        | PD                  | 1          | 0          | CA+CdL          | 1+0             | 0               | CL                 | -                  | -                  | -           | -           | -           | 2      | 0      |
| 2022                | Platense            | PD                  | 22         | 3          | CA+CdL          | -               | -               | -                  | -                  | -                  | -           | -           | -           | 22     | 3      |
| 2023                | Platense            | PD                  | 25         | 2          | CA+CdL          | 2+0             | 0               | -                  | -                  | -                  | -           | -           | -           | 27     | 2      |
| 2023                | Boca Juniors        | PD                  | -          | -          | CA+CdL          | 1+4             | 0               | CL                 | 1                  | 0                  | SA+SI       | -           | -           | 6      | 0      |
| 2024                | Boca Juniors        | PD                  | 2          | 0          | CA+CdL          | 1+2             | 0               | CS                 | 1                  | 0                  | -           | -           | -           | 6      | 0      |
| Totale Boca Juniors | Totale Boca Juniors | Totale Boca Juniors | 6          | 0          |                 | 9               | 0               |                    | 2                  | 0                  |             | -           | -           | 17     | 0      |
| 2024                | Platense            | PD                  | 14         | 0          | CA+CdL          | -               | -               | -                  | -                  | -                  | -           | -           | -           | 14     | 0      |
| 2025                | Platense            | PD                  | 19         | 5          | CA              | 1               | 1               | -                  | -                  | -                  | -           | -           | -           | 20     | 6      |
| Totale Platense     | Totale Platense     | Totale Platense     | 80         | 10         |                 | 3               | 1               |                    | -                  | -                  |             | -           | -           | 83     | 11     |
| Totale carriera     | Totale carriera     | Totale carriera     | 86         | 10         |                 | 12              | 1               |                    | 2                  | 0                  |             | -           | -           | 100    | 11     |

## Palmarès

### Club

#### Competizioni nazionali
- Campionato argentino: 2

Boca Juniors: 2022
Platense: 2025 (Apertura)